# Yo, también
Yo, también è un film del 2009 diretto da Antonio Naharro e Álvaro Pastor.